# Tjumak
Tjumak (ukrainsk: Чумак) er et svensk-ukrainsk fødevarefirma i Kakhovka, Kherson Oblast. Det er et af Ukraines største fødevarefirmaer, og har også adresser i Kyiv, Minsk og Moskva. Blandt produkterne finder man ketchup, mayonnaise, pasta, salatdressing, sovser, konserverede grønsager, marinerade grønsager, tomatjuice og solsikkeolie. Tjumak er et af de største tomatfirmaer i Centraleuropa og Østeuropa. I 2010 var der omkring 1200 ansatte og firmaet havde en omsætning på cirka 48 millioner euro.
Selskabet blev grundlagt i 1996 under navnet South Food, Inc, af to svenske iværksættere, Johan Bodén og hans nevø Carl Sturén. Man fik snart økonomisk hjælp af Hans Rausing fra Tetra Pak som købte 66,7% af selskabet. Tetra Pak trådte ud igen i begyndelsen af 2008; firmaets aktiepost blev solgt til det svenske investeringsfirma East Capital (22,2%) og den ukrainske investeringsbank Dragon (44,5%).

### Fotnoter
1. 1 2  "Ketchup-kungar". e24.se. 22. august 2010. Hentet 22. august 2010. {{cite news}}: |archive-url= kræver at |archive-date= også er angivet (hjælp); Ukendt parameter |arkivdate= ignoreret (hjælp)
2. ↑  "mentoronline.se - Näringslivets branschnyheter". Arkiveret fra originalen 27. juli 2011. Hentet 30. juli 2015.

| Firma | Spire Denne artikel om et firma eller en virksomhed er en spire som bør udbygges. Du er velkommen til at hjælpe Wikipedia ved at udvide den. |